# معجم علم الفلك
هذه الصفحة  معجم لعلم الفلك. يهتم هذا العلم بالأشياء والظواهر السماوية التي تنشأ خارج الغلاف الجوي لكوكب الأرض. مجال علم الفلك يتضمن العديد من المفردات وعدد كبير أيضا من المصطلحات.

## أ
- أقمار المشتري يضم كوكب المشتري 63 قمراً مؤكدو الوجود، [1] مما يعطي المشتري أكبر عدد من أقمار المدارات التي تصنف ك «محمية بشكل معقول» من أي كوكب آخر في المجموعة الشمسية.[2] الأكثر شهرة من هذه الأقمار هي أكبر أربعة بينهم وهم ما يسمى بأقمار جاليللو، والتي اكتشفها جاليليو جاليلي في عام 1610 للميلاد وكانت هذه الأقمار الأربعة هي أول الأجسام الفضائية التي اكتشفت وهي تدور في مدار قريب من الأرض أو الشمس.

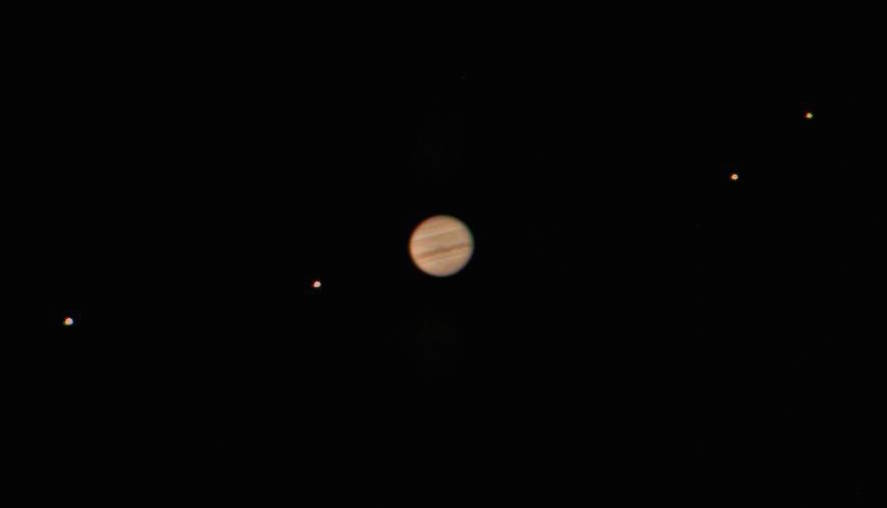
جوبيتر وأقمار جاليللو

- مرسام فلكي جهاز منظار كاسر ضوئي، وعادةً ما يستخدم في مجال الكشف الواسع في السماء ليلاً ومساعدة الكشف عن الكويكبات والنيازك والمذنبات.
- أسطرلاب الأَسْطُرلاب (ويقال له: الأصْطُرلاب)[3] هو آلة فلكية قديمة وأطلق عليه العرب ذات الصفائح. وهو نموذج ثنائي البعد للقبة السماوية، وهو يظهر كيف تبدو السماء في مكان محدد عند وقت محدد. وقد رسمت السماء على وجه الأسطرلاب بحيث يسهل إيجاد المواضع السماوية عليه. بعض الأسطرلابات صغيرة الحجم وسهلة الحمل، وبعضها ضخم يصل قطر بعضها إلى عدة أمتار
- أنتيكيثيرا هي آلة ميكانيكية قديمة اخترعها الإغريق للحساب الفلكي، تم اكتشافها عام 1900 من حطام الأنتيكيثيرا، وهي معروضة الآن في المتحف الأثري الوطني في أثينا.

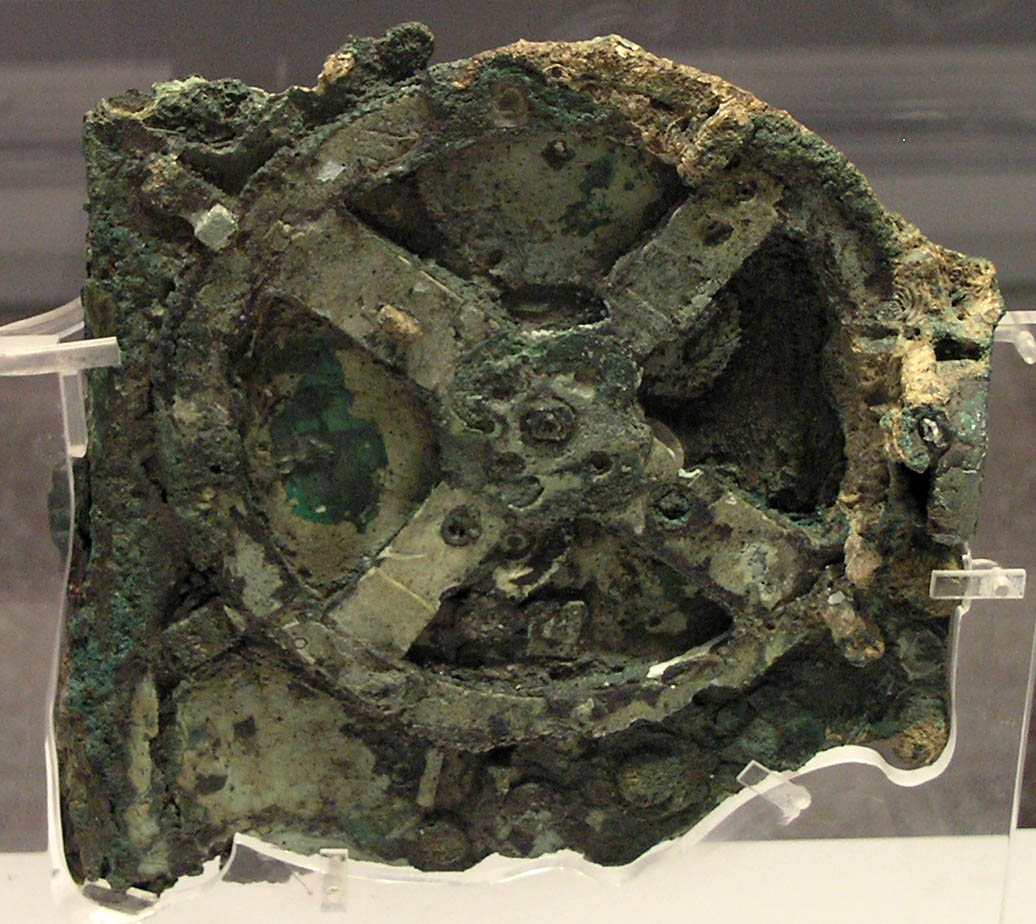
أنتيكيثيرا

## ب
- بقايا نجمية متراصة (بالإنجليزية: Stellar Remnants) البقايا النجمية تتكون عندما تموت النجوم، فإنها تترك وراءها مخلفات عادة تكون اجسام معقدة وعادة مايطلق عليها (الثقوب السوداء-النجوم النيوترونية-الأقزام السوداء- الاقزام البيضاء) وهذا يعتمد على الكتلة الأولية للنجوم وكيف كانت طريقة موتها[4]
- بار (بالإنجليزية: Bar) وحدة قياس للضغط الجوي وتساوي 100 كيلو باسكال، والمليبار يساوي 100 باسكال، والمليبار وحدة قياس الضغط الجوي الرئيسية عند مستوى سطح البحر والذي يكون في المعدل 1013.25 مليبار.[5]

## ت
- تدهور مداري التدهور المداري (بالإنجليزية Orbital Decay) هو التناقص المستمر والممتد على فترة طويلة في ارتفاع مدار القمر الصناعي

ويحدث هذا نتيجة للمقاومة التي يسببها الغلاف الجوى نتيجة الاصطدامات المتكررة بين القمر الصناعي وجزيئات الهواء المحيطة به.
- تسارع التسارع أو العجلة  هو معدل تغير السرعة المتجهة بالنسبة للزمن[6]

## ث
- ثقب أسود الثقب الأسود هو منطقة في الفضاء ذات كثافة مهولة (اى تحوي كتلة بالغة الكبر بالنسبة لحجمها) غالبا تفوق مليون كتلة شمسية، تصل الجاذبية فيها إلى مقدار لا يستطيع الضوء الإفلات منها، ولهذا تسمى ثقبا أسودا. يتكون الثقب الأسود بتجمع مادة كثيرة تنضغط تحت تأثير جاذبيتها الخاصة، وتلتهم معظم ما حولها من مادة حتى تصل إلى حالة ثقب أسود. كل هذا يحدث فيها بفعل الجاذبية. وهي نفس قوة الثقالة التي تتكون بواسطتها النجوم، ولكن النجوم تتكون من كتل صغيرة نسبيا؛ فالشمس مثلا لها 1 كتلة شمسية، أما الثقب الأسود فهو يكون أكثر كتلة من مليون كتلة شمسية.

## ج
- مرسام الإكليل كورونوغراف أو جهاز مراقبة طفاوة الشمس[7] (بالإنجليزية: Coronagraph) هو جهاز اخترعه عالم الفلك الفرنسي «برنار فرديناند ليو» في عام 1930 خاص برصد جو الشمس، ومن ضمنه الجزء الداخلي من هالة الشمس (كورونا). ويتكون الجهاز من تلسكوب وجزء خاص لحجب أشعة الشمس.

## ح
- حقبة في الفلك (بالإنجليزية: Epoch) هي النقطة الزمنية التي ترجع إليها بيانات عن احداثيات فلكية أو بيانات كوكب أو عنصر مداري أو التقويم الفلكي.

ذلك لأن تلك الاحداثيات والبيانات تتغير مع الوقت لأن مواقع الكواكب والنجوم تتغير مع الزمن.
- حوض كالوريس سهل كبير على كوكب عطارد.

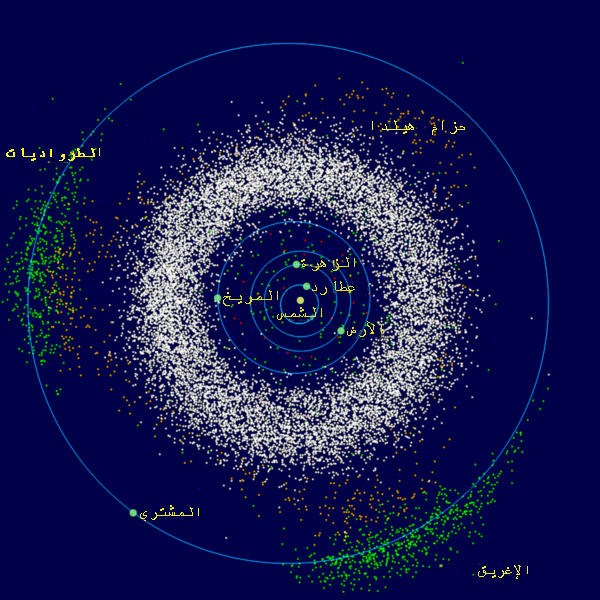

- حزام الكويكبات هو منطقة تقع بين كوكبي المريخ والمشتري، وتدور في هذه المنطقة كمية هائلة من الكويكبات الصغيرة التي تتكون في الأساس من الصخور وبعض المعادن

## خ
- خط الاستواء الدائرة الوهمية العظمى التي تقسم الكرة الارضية أو أي جرم سماوي إلى نصفين متساويين شمالي وجنوبي.
- خرزات بيلي حبات بيلي حبات لامعة من الضوء تظهر قبل اكتمال كسوف الشمس الكلي بثوان قليلة أو بعد انتهاء الكسوف الكلي بثوان أيضا، وسبب حبات بيلي هو انعكاسات لاشعة الشمس عن فوهات اطراف سطح القم، وسميت بحبات بيلي نسبة إلى العالم الفرنسي (فرانسيس بيلي) 1774-1844 الذي كان أول من لاحظها.[8][9][10]

## د
- دورة الكربون سلسلة التفاعلات النووية التي تحدث في باطن النجوم بحيث تحول الهيدروجين إلى هيليوم باستخدام الكربون كعامل مساعد.
- دورة كربون-نيتروجين-أكسجين أو CNO (كربون-نيتروجين-أكسجين) هي أحد طريقتين لتفاعلات الاندماج والتي تحول النجوم بها الهيدروجين إلى هيليوم، والتفاعل الأخر يسمى سلسلة تفاعل بروتون-بروتون. بينما تعتبر سلسلة تفاعل بروتون-بروتون أكثر أهمية للنجوم التي في كتلة الشمس أو أقل حيث تتوفر فيها درجات حرارة تحت نحو 14 مليون كلفن. توضح النماذج النظرية أن دورة CNO هي المصدر الغالب للطاقة للنجوم الأثقل ذات درجات الحرارة الأعلى من ذلك الحد (30 مليون كلفن أو أعلى حتى ملياري كلفن). وتم اقتراح دورة الكربون-نيتروجين-أكسجين في عام 1938 من هانز بيته وكارل فايتزيكر كمصدر لطاقة النجوم الأكبر كثيرا من الشمس، ولذلك تسمى تلك الدورة أيضا دورة بيته-فايتزيكر.

## ذ
- ذات الحلق آلة فلكية في صورة نموذج للأشياء التي في القبة السماوية، وتتكون من هيكل دائري به حلقات في مركزها الأرض، تمثل خطوط الطول والعرض الكونية وظواهر فلكية هامة كمسار الشمس.

## ر

أساسيات عمل الكاشوف: يرسل نبضة طاقة (الخضراء) على الجسم فتنتشر الارتدادات (أزرق) ويعود جزء بسيط منها إلى مصدره.

- رادار الكاشوف أو الرادار أو الراصد أو المشعاع (بالإنجليزية: Radar) هو نظام يستخدم موجات كهرومغناطيسية للتعرف على بعد وارتفاع واتجاه وسرعة الأجسام الثابتة والمتحركة كالطائرات، والسفن، والعربات، وحالة الطقس، وشكل التضاريس. يبعث جهاز الإرسال موجات لاسلكية تنعكس بواسطة الهدف فيتعرف عليها جهاز الاستقبال. وتكون الموجات المرتدة إلى المستقبل ضعيفة، فيعمل جهاز الاستقبال على تضخيم تلك الموجات مما يسهل على الكاشوف أن يميز الموجات المرسلة عن طريقه من الموجات الأخرى كالموجات الصوتية وموجات الضوء. يستخدم الكاشوف في مجالات عديدة كالأرصاد الجويّة لمعرفة موعد هطول الأمطار، والمراقبة الجوية، ومن قبل الشرطة لكشف السرعة الزائدة، وأخيرًا والأهم استخدامه بالمجال العسكري. سمي الرادار بهذا الاسم اختصارا لعبارة RAdio Detection And Ranging ((تُلفظ بالإنجليزية: ‎/reɪˈdioʊˌ dəteˈkʃən ən(d) reɪˈnʤiŋ/‏)).[11][12][13][14]

- روسات مرصد روسات الفضائي (بالإنجليزية:ROSAT) هو قمر صناعي لقياس الأشعة السينية الآتية من بعض الأجرام السماوية. بلغ وزن القمر الصناعي بمعداته 2426 كيلوجرام وهو يعتبر أكبر قمرا صناعيا ألمانيا وزنا، وتكلف نحو 560 مليون مارك ألماني. تعاونت في هذا المشروع الولايات المتحدة والمملكة المتحدة مع ألمانيا.

## ز
- الزيغ هو فشل شعاع الضوء في أن يتركَّز بصورة جيدة بعد مروره عبر عدسة أو انعكاسه من مرآة. يحدث التركيز التام عند تقاطع أشعة الضوء في نقطة واحدة. وهناك نوعان من الزيغ الضوئي أو الانحراف: الزيغ الكروي والزيغ اللوني.[15] اكتشف جيمس برادلي الظاهرة عام 1728م.

و الزيغ الفلكي هو ظهور الجرم السماوي في غير موقعة الحقيقي.

## س

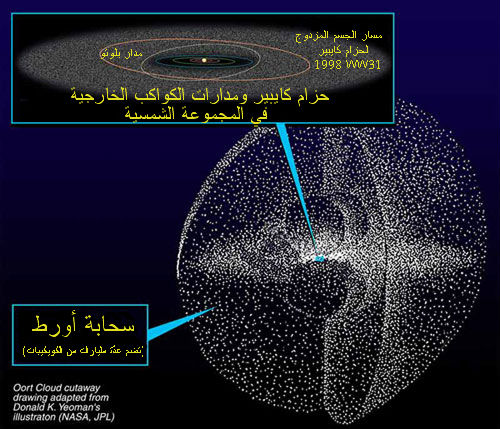
رسم توضيحي لسحابة أورط، وسحابة هيل وحزام كويبر

- سحابة أورط (بالإنجليزية: Oort cloud) هي سحابة تحيط بالمجموعة الشمسية. تعتبر السحابة (مع حزام كيوبر) المصدر الرئيسي للمذنبات. تحتوي على آلاف الكوكيبات.
- سنة ضوئية (بالإنجليزية:  light year) (ويرمز لها بالرمز: ly)'[16]) وحدة قياس للمسافة وهي المسافة التي يقطعها الضوء في الفراغ خلال السنة الارضية الواحدة وتساوي 9,46 مليون مليون كلم أو 9.46 تريليون كلم وتعادل 63,241 وحدة فلكية.محددة من قبل الاتحاد الفلكي الدولي[17]
- سدس (آلة) (بالإنجليزية: Sextant) هو آلة فلكية قديمة كانت تستخدم لقياس الزاوية بين جسمين أو نجمين، والتي ابتكارها إسحق نيوتن في القرن السابع عشر الميلادي. تستخدم آلة السدس في الأساس لتحديد الزاوية بين جرم سماوي والأفق الذي يعرف باسم الارتفاع. كما يمكن استخدمها لقياس المسافة بين القمر والأجرام السماوية من أجل تحديد التوقيت وفروقه عن توقيت غرينيتش، وهو أمر مهم لتحديد خطوط الطول الجغرافية.

## ش
- شهاب الشهب هي أجرام سماوية تخترق الغلاف الغازي للأرض متأثرة بالجاذبية الأرضية وتتراوح سرعتها ما بين 12 - 72 كم في الثانية ويؤدي احتكاكها بالغلاف الجوي للأرض إلى ارتفاع حرارتها وتلاشيها في الجو بعد أن تظهر بشكل خطوط ضوئية، وتكثر رؤيتها عند الفجر، ويمكن رؤيتها بالعين المجرة.

## ص
- صدر ذات الكرسي هو نجم في كوكبة ذات الكرسي يملك قدر ظاهري يبلغ 2.25 وهو عملاق برتقالي ينتمي إلى الفئة الطيفية K0 IIIa وهذا النوع هو أبرد لكن أكثر لمعانا من الشمس ليصل ضياءه الكلي لحوالي 855 ضعف من ضياء الشمس. ويبعد عن الشمس حوالي 230 سنة ضوئية.[18]

## ض
- ضديد الارض Counter-Earth جسم افتراضي أو كوكب خفي يدور حول الارض افترضه فيثاغورس في نموذج مركزية الأرض ليحجب النار المركزية عن الأرض.

## ط
- طيف (فيزياء) الطيف مصطلح يطلق على أي فئة من الكيانات المتشابهة أو الخصائص المرتبة حصرًا وفق زيادة أو نقصان الكمية. وعمومًا، فإن الطيف يمثل عرض أو مخطط لكثافة الإشعاع (إشعاع جسيمات، أو فوتونات، أو صوتي) كتابع للكتلة، أو كمية الحركة، أو طول الموجة، أو التردد، أو بعض الكمية الأخرى ذات الصلة. على سبيل المثال، يمثل طيف جسيمات بيتا توزيع الطاقة الحركية للإلكترونات سالبة الشحنة الصادرة تلقائيًا من بعض النوكليدات النشطة إشعاعيًا.

## ع
- عناقيد المجرات مجموعة كبيرة من المجرات القريبة من بعضها وتتشابه من حيث العمر وسرعة التمدد ويتكون العنقود المجري من مئات أو الآلاف المجرات.[19]

## غ
- غبار كوني جسيمات مادية صغيرة يحتمل أن يتراوح حجمها بين جزء من مائة وجزء من عشرة آلاف جزء من المليمتر تنتشر خلال الفضاء وهناك أنواع مختلفة من الغبار الكوني وهي تعتمد على مكان تواجده، فمنها ما يوجد في المجرات ومنها الغبار البين نجمي وهو ما يشكل السدم، والغبار بين الكواكب. وترجع أهمية الغبار الكوني إلى مساهمته في المراحل الأولية من تكون النجوم والنجوم ذات الكواكب مثل المجموعة الشمسية.[20][21]
- غاوس (وحدة) في الفلك غاوس وحدة قياس الحقل المغناطيسي للجرم السماوي، والحقل المغناطيسي الارضي يساوي ما بين 0.25 إلى 0.65 غاوس.[22]

## ف
- فوهة صدمية هي حفرة ناتجة عن اصطدام عنيف، وهي غالبا ناتجة عن سقوط نيزك على سطح الأرض أو القمر أو أي كوكب أو كويكب من النظام الشمسي.

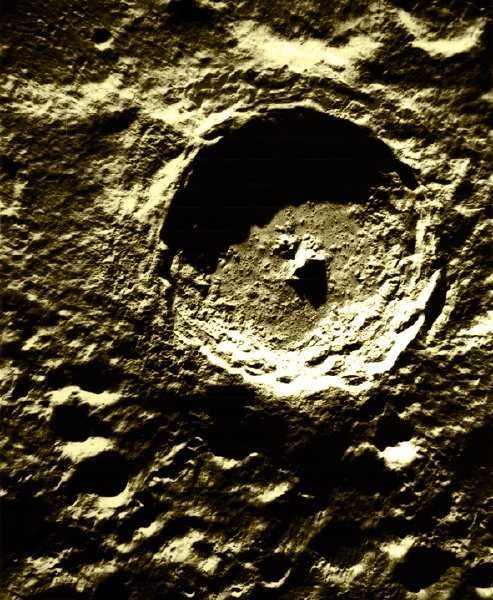
فوهة صدمية على سطح القمر

## ق
- قزم أبيض القزم الأبيض هو نوع من أنواع النجوم في مجرتنا مجرة درب التبانة، أو الطريق اللبني، وله حجم صغير في حدود حجم الكوكب (ولذلك أطلق عليه اسم قزم مقارنة بأحجام النجوم) ولكن كثافته عالية، تصل إلى مليون مرة قدر كثافة الشمس. وألوانها ما بين اللون الأبيض والأصفر.
- قدر مطلق مقدار لمعان النجم إذا وضع على بعد عشرة فراسخ فلكية، والفرسخ الفلكي  وحدة قياس تساوي 3,26 سنة ضوئية.
- قرص متنامي كتل من الغاز والغبار تتجمع حول النجوم الوليدة أو التي في مرحلة التشكل.[23]

## ك
- كوكب عرف الاتحاد الفلكي الدولي الكَوكَب بأنه جرم سماوي يدور في مدار حول نجم أو بقايا نجم في السماء وهو كبير بما يكفي ليصبح شكله مستديرًا تقريبيٌا بفعل قوة جاذبيته، ولكنه ليس ضخمًا بما يكفي لدرجة حدوث اندماج نووي حراري ويستطيع أن يخلي مداره من الكواكب الجنينية أو الكويكبات.
- كوكب مضاعف الكوكب المضاعف هو مصطلح غير رسمي يستخدم لوصف كوكب مع قمره حيث يدوران حول مركز ثقل مشترك الاسم الرسمي هو النظام الثنائي.

## ل
- ليزر شعاع يتصف بضوئية عالية وبانتشاره المستقيم لمسافات كبيرة نتيجة التماسك في فوتوناته.

## م
- مرصد بالومار (بالإنجليزية: Palomar Observatory) هو أحد المراصد الفلكية الكبيرة ب الولايات المتحدة الأمريكية يشتهر بمقرابه ذو مرآة كبيرة، قطر 5 متر.

## ن
- النجم جسم كروي من البلازما ضخم ولامع ومتماسك بفعل الجاذبية. ويستمد النجم لمعانه من الطاقة النووية المتولدة فيه.
- نجم زائف النجم الزائف أو شبيه النجم (الكويزر Quasar) — مصدر راديوي فلكي وأكثر الأعضاء نشاطا وبعدا من فئة النوى المجرية النشطة. تم تحديدها في البداية على انها مصدر طاقة كهرومغناطيسية فلكي، بما فيها الضوء المرئي [24] هذه الطاقة تخفف من الطاقة الناتجة عن أكثر النجوم لمعانا. يمكن للكويزر أن ينتج الطاقة بمستويات مساوية لناتج مئات من المجرات المتوسطة مجتمعة.

## ه
- هدروجين أو الإيدروجين[ملاحظة 1] هو العنصر الأكثر شيوعا في الكون، ومنه نشأت كل المادة الكونية عن طريق التفاعل النووي في باطن النجوم.و هو عنصر كيميائي له الرمز H وله العدد الذرّي 1. يقع الهيدروجين في الجدول الدوري ضمن عناصر الدورة الأولى وفوق عناصر المجموعة الأولى.

## و
- وسط بين نجمي تطلق كلمة الوسط بين النجوم على المادة الموجودة بين النجوم في المجرة وهي  جزيئات وأيونات منخفضة الكثافة.

## ي